# Zagubiony w czasie
Zagubiony w czasie – amerykański serial telewizyjny kręcony w latach 1989–1993 i nadawany na antenie stacji NBC. Głównym bohaterem jest naukowiec dr Sam Beckett, który podróżuje w czasie.